# Station Offenburg
Station Offenburg is een spoorwegstation in de Duitse plaats Offenburg. Het station werd in 1844 geopend.

## Geschiedenis
Het station is ontworpen door de architect Friedrich Eisenlohr (1805-1855), als een kleinere versie van het oude treinstation in Karlsruhe, geopend in 1842 en gesloten in 1913.
Tijdens de Eerste Wereldoorlog werden er verschillende aanvallen op het station uitgevoerd. De ernstigste hiervan vond plaats op 22 juli 1918 met vier directe treffers die leidden tot de instorting van het gehele centrale deel van het stationsgebouw. Tijdens de bezetting van het Ruhrgebied in februari 1923 werden Offenburg en Appenweier ook bezet, waardoor de Rijndalspoorlijn werd ontregeld. Daarom moesten tot 12 december 1923 treinen op de Baden-Mainline worden omgeleid op de route door de Zwarte Woud-steden Donaueschingen, Hausach, Freudenstadt, Hochdorf richting Pforzheim.

## Treindienst
| Serie     | Treinsoort | Route                               | Bijzonderheden |
| --------- | ---------- | ----------------------------------- | -------------- |
| SWE 87400 | RB (SWEG)  | Offenburg – Kehl – Strasbourg-Ville |                |

InterCityExpress-diensten rijden elke twee uur via het station tussen Berlijn, Frankfurt en Bazel en minder frequent tussen Keulen en Frankfurt airport.
Intercitytreinen rijden vanuit diverse bestemmingen in Duitsland en Zwitserland. Regionale treindiensten worden geëxploiteerd als de Ortenau-S-Bahn door de Südwestdeutsche Verkehrs-Aktiengesellschaft, een bedrijf in handen van Baden-Württemberg.